# Hookeriaceae
Famille
Hookeriaceae est une famille de mousses de l'ordre des Hookeriales. Elle comprend une trentaine de genres, répartis sur l'ensemble de la planète.

## Liste des genres
Selon Tropicos (le 22 décembre 2023) :
- Achrohypnella Herzog
- Achrophyllum Vitt & Crosby
- Archephemeropsis Renner
- Dendrocyathophorum Dixon
- Dimorphocladon Dixon
- Diploneuron E.B. Bartram
- Bryobrothera Thér.
- Ephemeropsis K.I. Goebel
- Eurydictyon (Cardot) Horik. & Nog.
- Holoblepharum Dozy & Molk.
- Pulvinella Broth. & Herzog
- Sauloma (Hook. f. & Wilson) Mitt.
- Schimperobryum Margad.
- Schizomitrium Schimp.
- Tetrastichium (Mitt.) Cardot
- Vesiculariopsis Broth.
- Crosbya Vitt
- Curviramea H.A. Crum
- Metadistichophyllum Nog. & Z. Iwats.
- Mitrapoma Duby
- Mniadelphus Müll. Hal.
- Piloseriopus Sharp
- Elharveya H.A. Crum
- Chaetomitrella Hampe
- Beeveria Fife
- Hemiragis (Brid.) Brid.
- Philophyllum Müll. Hal.
- Pilotrichidium Besch.
- Stenodictyon (Mitt.) A. Jaeger
- Hypnella (Müll. Hal.) A. Jaeger
- Lopidium Hook. f. & Wilson
- Hookeriopsis (Besch.) A. Jaeger
- Chaetomitriopsis M. Fleisch.
- Chaetomitrium Dozy & Molk.
- Cyathophorum P. Beauv.
- Hookeria Sm.
- Distichophyllum Dozy & Molk.